# Tarlac (ville)
Tarlac est une ville située dans la province de Tarlac aux Philippines. Selon le recensement de 2010 elle est peuplée de 318 332 habitants.

## Barangays
Tarlac est divisée en 76 barangays.
- Aguso
- Alvindia Segundo
- Amucao
- Armenia
- Asturias
- Atioc
- Balanti
- Balete
- Balibago I
- Balibago II
- Balingcanaway
- Banaba
- Bantog
- Baras-baras
- Batang-batang
- Binauganan
- Bora
- Buenavista
- Buhilit
- Burot
- Calingcuan
- Capehan
- Carangian
- Care
- Central
- Culipat
- Cut-cut I
- Cut-cut II
- Dalayap
- Dela Paz
- Dolores
- Laoang
- Ligtasan
- Lourdes
- Mabini
- Maligaya
- Maliwalo
- Mapalacsiao
- Mapalad
- Matatalaib
- Paraiso
- Poblacion
- Salapungan
- San Carlos
- San Francisco
- San Isidro
- San Jose
- San Jose de Urquico
- San Juan Bautista
- San Juan de Mata
- San Luis
- San Manuel
- San Miguel
- San Nicolas
- San Pablo
- San Pascual
- San Rafael
- San Roque
- San Sebastian
- San Vicente
- Santa Cruz (Alvindia Primero)
- Santa Maria
- Santo Cristo
- Santo Domingo
- Santo Niño
- Sapang Maragul
- Sapang Tagalog
- Sepung Calzada (Panampunan)
- Sinait
- Suizo
- Tariji
- Tibag
- Tibagan
- Trinidad
- Ungot
- Villa Bacolor

## Démographie

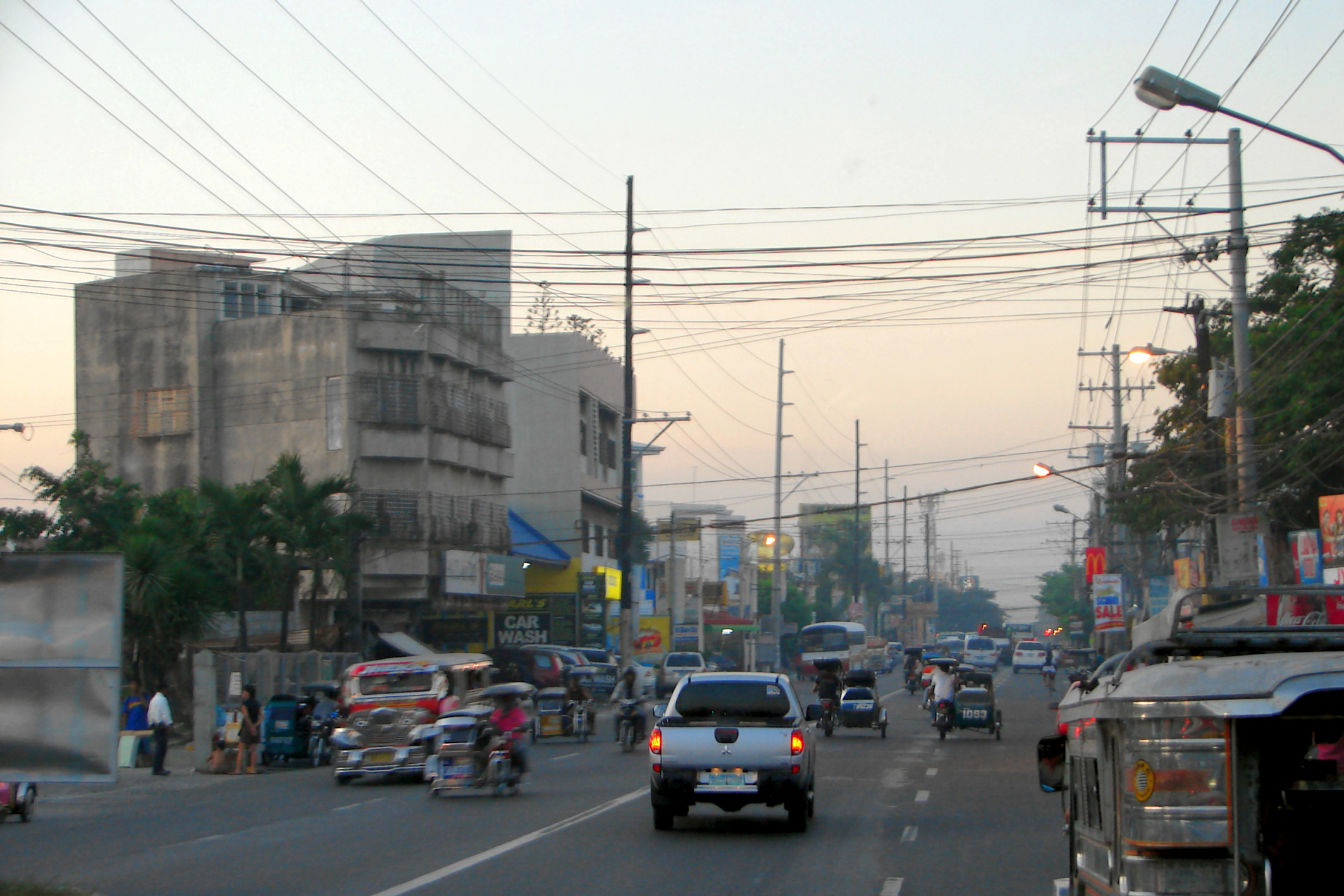
L'autoroute MacArthur à Tarlac

| Année | Habitants | Évolution |
| ----- | --------- | --------- |
| 1995  | 230 459   | -         |
| 2000  | 262 481   | 26,58 %   |
| 2007  | 314 155   | 19,69 %   |
| 2010  | 318 332   | 1,33 %    |